# Крамской, Михаил Павлович
Михаил Павлович Крамской (7 ноября 1917, Будоговищи, Тульская губерния — 16 марта 1999, Нижний Тагил, Свердловская область) — скульптор, педагог, монументалист, почётный гражданин города Нижний Тагил, основатель Музея изобразительных искусств в Нижнем Тагиле, основатель художественно-графического факультета пединститута Нижнего Тагила, член Союза художников СССР.

## Биография
Михаил Крамской родился в 1917 году в деревне Будаговищи Белевского уезда в Тульской области (ныне — в Белёвском районе Тульской области).

Михаил Крамской позировал Матвею Манизеру для создания фигуры Стаханова

Получил образование в студии Павла Константиновича Голубятникова. В 1932 году стал учиться в Ленинградском доме художественного воспитания. Его учителем стал скульптор Леопольд Августович Дитрих. Он учился на подготовительных курсах Ленинградского Института Живописи, Скульптуры и Архитектуры им. Репина вплоть до 1937 года. В 1937 году стал учиться в мастерской Матвея Генриховича Манизера, который считал своего ученика выдающимся скульптором. Михаил Крамской позировал скульптору Матвею Манизеру для создания фигуры Алексея Стаханова в московском метрополитене, из-за своего внешнего сходства с советским шахтером. Михаил Крамской в 1938 году становится постоянным участником Ленинградских академических выставок ИЖСА, которые проводятся ежегодно.
Михаил Крамской — участник обороны Ленинграда во время Великой Отечественной войны. Был членом отрядов самообороны — дежурил на крышах, тушил пожары и сбрасывал с крыш зажигательные бомбы. В конце 1941 года во время артобстрела получил контузию и был эвакуирован. Его перевезли в Нижний Тагил в феврале 1942 года вместе с матерью и младшим братом Николаем по Дороге Жизни. У семьи Николая Крамского на территории Урала были родственники. В госпитале Нижнего Тагила Михаил Крамской провел полгода, последствием полученной контузии стало то, что он смог ходить, вынужденно опираясь на трость. Семья стала жить на 3-й Свердловской улице.
В 1942 году он стал работать в Нижнем Тагиле художником-надомником в артеле для инвалидов. Он рисовал таблички и вывески для магазинов. Занимался скульптурой. Осенью 1943 года Михаил Крамской познакомился с председателем тагильского горисполкома Иваном Афанасьевичем Непомнящим, который предложил Михаилу Крамскому преподавать в школе и быть лектором для заводских рабочих. В 1943 году Михаил Павлович Крамской стал участником первой городской художественной выставки и представил работу «Оружие — фронту». Выставка проходила в помещении бывшего Дома политического просвещения по адресу: дом № 4, улица Уральская. Его скульптурный горельеф «Урал кует победу» был экспонатом на выставках в Свердловской области. В 1944 году принимал участие в создании Музея изобразительных искусств, его первая мастерская была создана при музее. В 1945 году скульптор организовал создание Уральского училища прикладного искусства. Способствовал основанию скульптурного отделения художественного училища.
В 1946 году Михаил Крамской поехал в Ленинград и остался там на год, чтобы окончить свое обучение в ИНЖСА им. И. Е. Репина. В Уральском училище прикладного искусства работал преподавателем на протяжении 12 лет. В 1959 году стал работать старшим преподавателем. В 1969 году — доцентом художественно-графического факультета педагогического института. Был преподавателем скульптуры, пластической анатомии и рисунка. Вместе с другими преподавателями занимался формированием методического фонда факультета. В 1979 году получил ученое звание доцента по кафедре изобразительного искусства. Член Союза художников СССР. Делегат второго съезда художников РСФСР. Был членом Градостроительного совета города, входил в состав правления Свердловского отделения Союза художников.
28 июня 1978 года Решением Нижнетагильского городского Совета народных депутатов Михаилу Павловичу Крамскому было присвоено звание «Почётного гражданина города».
Его ученики — скульпторы Александр Васильевич Чиркин и Александр Семенович Гилев.
В 1996 году Михаил Павлович Крамской завершил преподавательскую деятельность на художественно-графическом факультете Нижнетагильского государственного педагогического института.
Работы Михаила Павловича Крамского находятся в краеведческих музеях Свердловска, Нижнего Тагила, Серова и в помещениях Нижнетагильского музея изобразительных искусств. Михаил Крамской был удостоен звания ветерана Великой Отечественной войны.
Михаил Крамской умер 16 марта 1999 года в городе Нижний Тагил. Похоронен на Центральном кладбище.

## Семья
Мать — Мария Андреевна Крамская, брат — Виктор Крамской, сестры Анна, Катя, Тая. Отец Павел Крамской умер в связи с истощением, полученным во время блокады Ленинграда.

## Скульптурные произведения

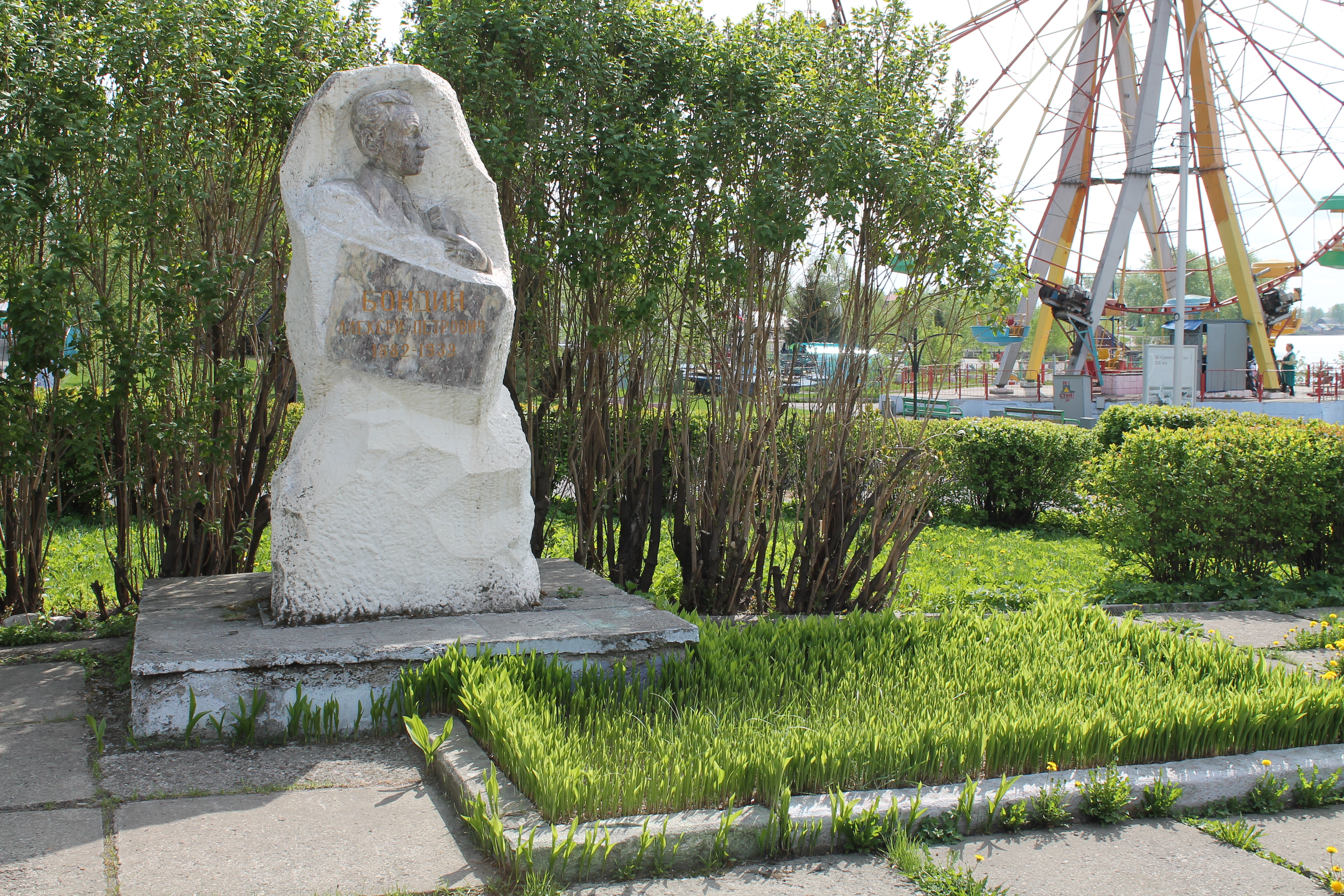
Памятник писателю Алексею Петровичу Бондину — первый памятник, который создал Михаил Крамской

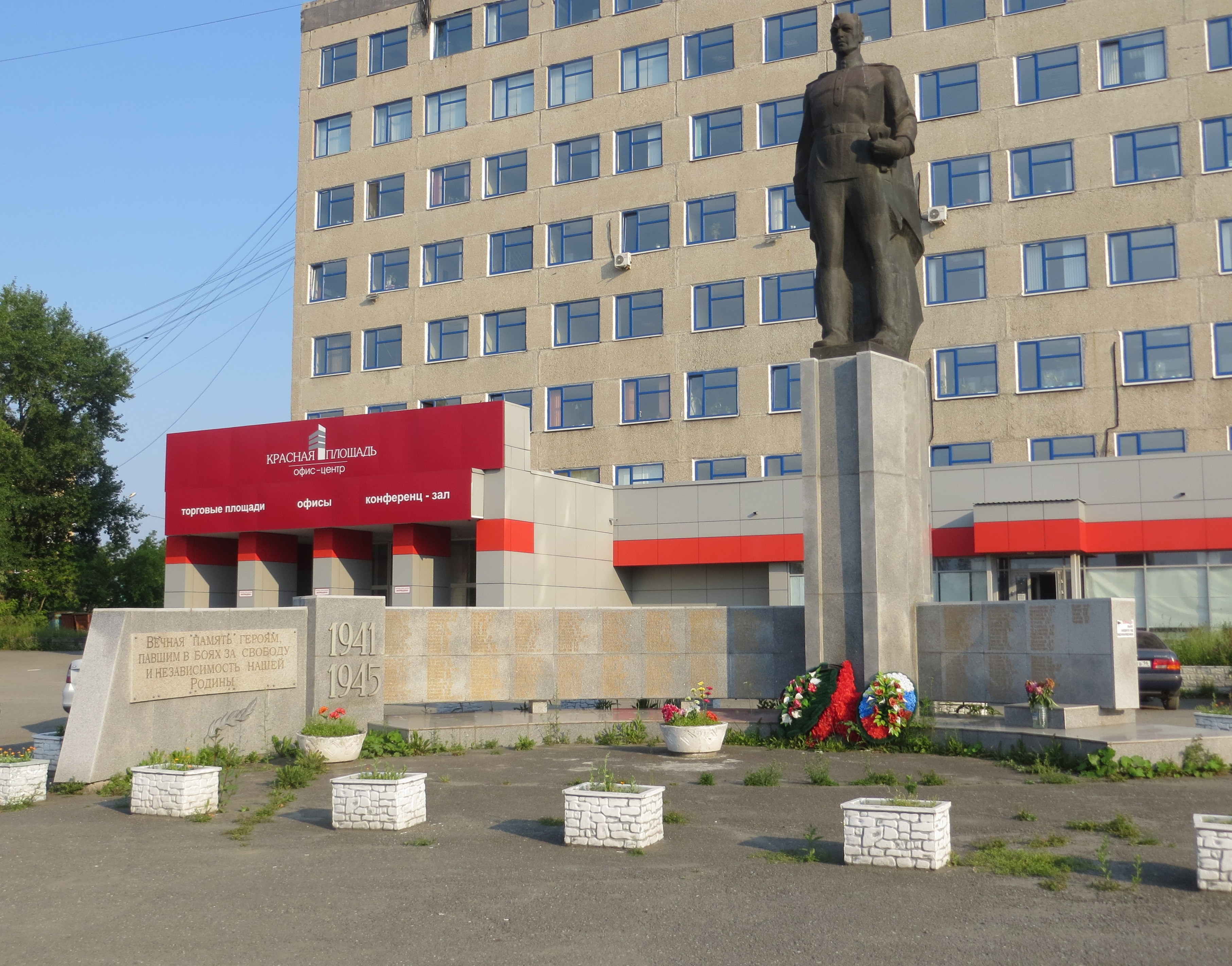
Памятник работникам Высокогорского механического завода

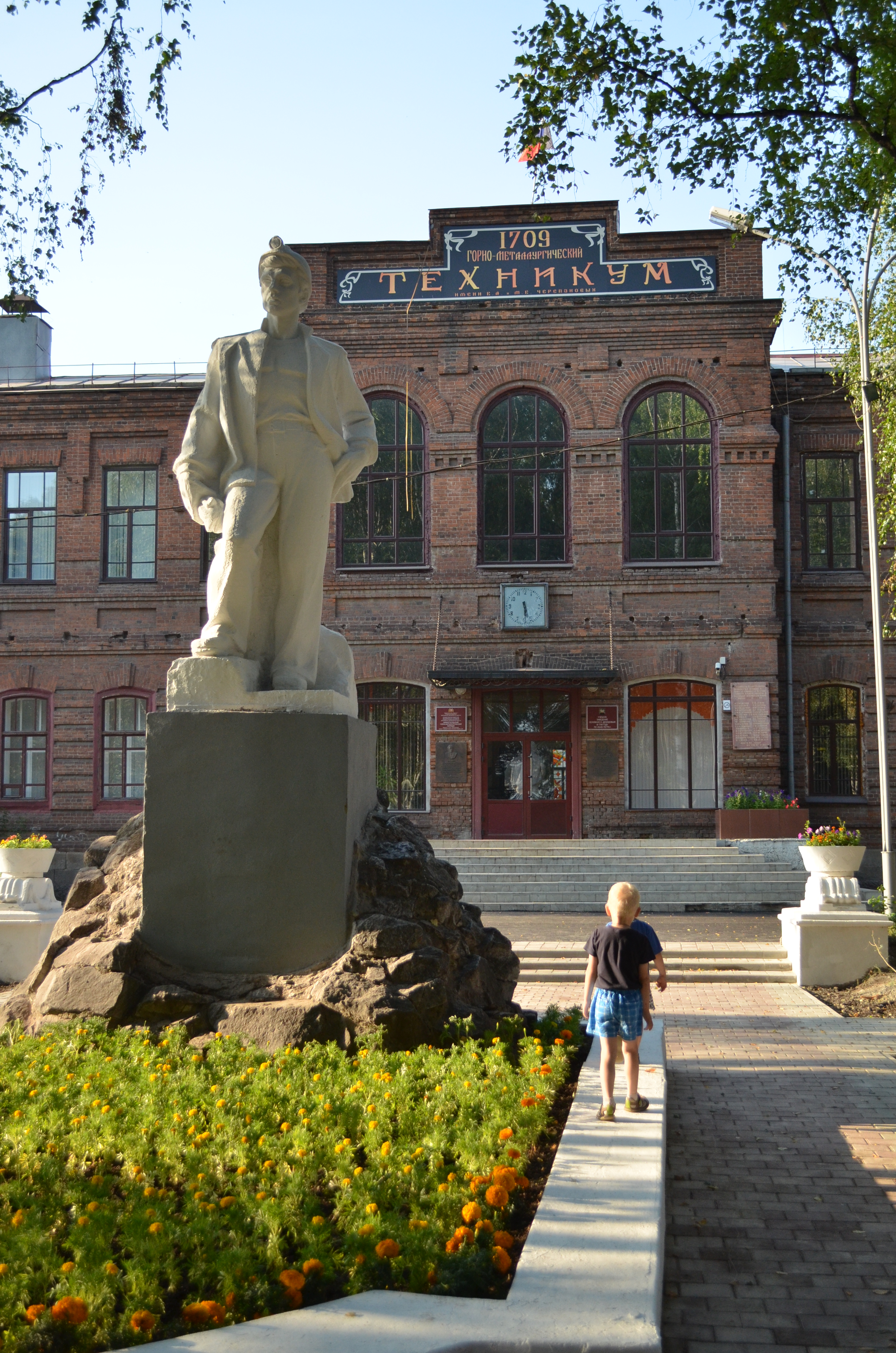
Горно-металлургический техникум в Нижнем Тагиле

Во второй половине 1940-х годов в Нижнем Тагиле был создан первый памятник Михаилом Крамским. Это был памятник на могиле писателя А. П. Бондина в городском парке культуры и отдыха. Средства на сооружение памятника стали искать в 1945 году, местом для установки сразу был выбран городской парк. Работа выполнялась скульптором по фотографиям. Торжественное открытие памятника состоялось 27 июля 1946 года. Писатель Алексей Бондин изображен с книгой Максима Горького, которую он держит в руке, взгляд направлен в сторону бывшего Нижнетагильского чугуноплавильного и железоделательного завода Демидовых.
В 1965 году в Алапаевске был установлен памятник «Изобретателю гидравлической турбины Игнатию Сафонову».
В середине 1960-х годов на Вые был открыт мемориал горнякам, которые погибли во время войны, Михаил Крамской был создателем барельефа.
Создал бюсты Героя Социалистического Труда Ю. Е. Максарёва, Героя Социалистического Труда А. К. Гусарова, Героя Советского Союза Н. М. Епимахова, первой женщины-горновой Фаины Шаруновой, а также бюст Павла Петровича Бажова.
9 мая 1971 года был открыт «Памятник работникам ВМЗ, погибшим в годы Великой Отечественной войны» в память о 300 погибших работниках Высокогорского механического завода в годы Великой Отечественной войны. Памятник расположен на площади перед главной проходной завода по адресу улица Выйская, 70, Нижний Тагил. Комплекс памятника включает в себя скульптуру солдата, бетонный постамент полуовальной формы, два открылка и нижнюю плиту. Для облицовки поверхностей памятника были использованы полированные серые мраморные плиты, изготовленные в Свердловской области. На плитах сделана надпись из нержавеющей стали «Вечная память героям, погибшим в боях за свободу и независимость нашей Родины». На плитах содержатся имена погибших работников в алфавитном порядке. На памятнике есть мемориальная доска с надписью «Памятник построен на средства трудящихся ордена Ленина Высокогорского механического завода. Автор памятника А. И. Обухов, скульптор М. П. Крамской. Открыт 9 мая 1971 года».
В 1975 году в посёлке Старатель был установлен памятник «Жителям поселка „Старатель“ павшим в боях за Родину».
В Первоуральске установлена декоративная скульптура «Музыка», скульптура «Песня» — в Невьянске. В городе Губаха Пермского края находятся 2 барельефа, созданные Михаилом Павловичем Крамским. Он — создатель горельефов на здании Дворца культуры металлургов и «Молодого горняка» в сквере горного техникума в Нижнем Тагиле. В Красноармейске Камышловского района установлена его работа — памятник герою революции Г. А. Усиевичу, а в Верхней Туре и Висимо-Уткинске — памятники погибшим в годы войны. Памятник в Висимо-Уткинске был открыт к 40-летию Великой Победы. Памятник ремонтировался в 2007 и 2013 годах.
Михаил Крамской — создатель рельефов на фасаде и в фронтоне Драматического театра Нижнего Тагила.

## Выставки
С 1938 по 1941 год Михаил Крамской принимал участие в ежегодных академических выставках ИЖСА. В 1945 году участвовал выставке нижнетагильских художников. В 1947 году — участник художественной всесоюзной выставки в московской Третьяковской галерее, участник областной художественной выставки. В 1951 году его работы представлялись на передвижной областной выставке художников из Свердловска и Нижнего Тагила. В 1954 году — участник художественной выставки в Москве, в 1964 году — участник выставки «Урал социалистический» в Свердловске.
В 1967 году в НТГМИИ в Нижнем Тагиле состоялась персональная выставка Михаила Крамского. В 1969 году принимал участие в челябинской выставке, в 1971 году — участник выставки в Москве «Урал, Сибирь, Дальний Восток» и весенней отчетной выставки. В 1976 году работы Михаила Крамского принимали участие в выставке «Тагил в произведениях тагильских художников», а в 1977 год — в выставке «Люди нашего города».
В 1978 году в НТГМИИ, город Нижний Тагил, прошла персональная выставка Михаила Крамского. Также в этом году он принял участие в выставке посвященной 100-летию со дня рождения П. П. Бажова, выставке «60 лет ВЛКМС».
В 1979 году его работы были представлены на выставке в Тюмени. В 1980 году экспонировались на выставке «25 лет создания мастерских», а в 1981 году — к выставкам к XXVI съезду КПСС и 75-летию городской партийной организации. В 1982 году организовывалась выставка в честь 260-летия с момента основания Нижнего Тагила. В 1985 году его работы демонстрировались в Свердловске, а также на выставке «40 лет Победы ВОВ».

## Награды и звания
- «Почётный гражданин города» Нижний Тагил (1978 год)
- Медаль «За оборону Ленинграда»
- Медаль «За доблестный труд в период Великой Отечественной войны»
- Почётный диплом I степени Министерства культуры СССР[1].